# St Paul's School, London
St Paul's School, belägen vid Themsen i Barnes i sydvästra London, är en av de mest ansedda engelska privatskolorna. Den grundades 1509 av Jon Colet, domprost vid Sankt Pauls-katedralen i London. Till en början hade skolan sina lokaler intill katedralen men 1884 hade man växt ur dessa och flyttade då till nybyggda lokaler utanför centrum. Sedan dessa delvis förstörts under blitzen byggdes de lokaler där skolan huserar idag. St Paul's School antar bara pojkar och har cirka 850 elever i åldrarna 13-18 år.
St Paul's School är en av de nio privatskolorna som listas i 1868 års Public Schools Act (de övriga är Charterhouse, Eton College, Harrow School, Merchant Taylors' School, Rugby School, Shrewsbury School, Westminster School och Winchester College) och anses därmed ha fått en viss särställning bland landets skolor. 
Före detta elever vid St Paul's School kallas Old Paulines. Bland dessa märks John Milton (författare), Samuel Pepys (författare), Isaiah Berlin (filosof), Bernard Law Montgomery (befälhavare) och Alexis Korner (musiker).